# Cadbury
Cadbury – firma zajmująca się produkcją słodyczy i napojów z centralą w Londynie w Wielkiej Brytanii.
W 1824 John Cadbury rozpoczął sprzedaż herbaty, kawy i czekolady w swojej kawiarni w Birmingham. Po I wojnie światowej synowie Johna założyli w Bournville pierwszą fabrykę słodyczy.
Rok 1969 przyniósł połączenie firm Schweppes i Cadbury w Cadbury-Schweppes.
W 1999 r. Cadbury otrzymało prawa do marki E. Wedel, w wyniku czego powstała nowa firma: Cadbury Wedel. Tradycyjny charakter obu firm podkreślają dobrze znane klientom podpisy właścicieli.
W 2008 roku doszło do rozpadu Cadbury-Schweppes na Cadbury i Dr Pepper Snapple Group.
19 stycznia 2010 roku po trwających kilka miesięcy negocjacjach firma Cadbury została przejęta przez amerykański koncern Kraft Foods.

## Kontrowersje
We wrześniu 2008 wybuchł skandal po śmierci czworga i chorobie około 50 tysięcy dzieci w Chinach na skutek zatrucia melaminą znajdującą się w mleku. Substancję tę znaleziono również w wyrobach Cadbury produkowanych w Chinach.